# Abendberg
Abendberg är en bergstopp i Schweiz. Den ligger i distriktet Frutigen-Niedersimmental och kantonen Bern, i den centrala delen av landet, 40 km söder om huvudstaden Bern. Toppen på Abendberg är 1 851 meter över havet.